# Линч, Джон (политик)
Джон Линч (англ. John Lynch; 25 ноября 1952, Уолтем, Массачусетс) — американский политик, представляющий Демократическую партию. 80-й губернатор штата Нью-Гэмпшир.

## Биография

### Карьера
Джон Линч родился в Уолтеме, Массачусетс. Он был пятым из шести детей в семье Уильяма и Маргарет Линчей. Линч учился в местной школе, затем получил степень бакалавра в Университете Нью-Гэмпшира в 1974 году, магистра делового администрирования в Гарвардской школе бизнеса, а также доктора юриспруденции в Юридическом центре Джорджтаунского университета.
До своего избрания на пост губернатора Линч работал руководителем приёмной комиссии в Гарвардской школе бизнеса, главным исполнительным директором в компании Knoll Inc., производящей мебель, и президентом The Lynch Group, бизнес-консалтинговой компании из Манчестера, Нью-Гэмпшир. Линч был председателем попечительского совета системы университетов Нью-Гэмпшира, когда он объявил, что будет баллотироваться на пост губернатора.
Во время работы в компании Knoll Inc., Линч превратил её из предприятия с убытками в $50 млн в компанию с годовым доходом около $240 млн. Под его руководством были созданы новые рабочие места, рабочие стали получать ежегодные премии, была учреждена стипендиальная программа для детей сотрудников, созданы индивидуальные пенсионные планы для сотрудников, которые их не имели, а также рабочие получили акции предприятия.

### Губернатор штата Нью-Гэмпшир
Линч был избран 80-м губернатором штата Нью-Гемпшир 2 ноября 2004 года, с трудом победив действующего губернатора-республиканца Крейга Бенсон. Он был приведён к присяге 6 января 2005 года.
В 2006 году Линч был переизбран на второй срок. Он обошёл республиканца Джима Кобурна с крупнейшим за всю историю губернаторских выборов в Нью-Гэмпшире результатом — 74 % голосов против 26 %.
В 2008 году Линч был переизбран на третий двухлетний срок. Он победил сенатора штата республиканца Джо Кенни, набрав 70 % голосов против 28 %.
2 ноября 2010 года Линч был избран на четвёртый срок. Он стал первым за последние 200 лет губернатором Нью-Гэмпшира, который оставался на своём посту более шести лет.
Согласно опросу, опубликованному 20 декабря 2005 года, Линч был признан самым популярным из всех губернаторов-демократов (69 % респондентов одобрили его деятельность, 31 % — неодобрили). По состоянию на февраль 2008 года его рейтинг одобрения составлял 73 % и был одним из самых высоких в стране. После успешного переизбрания в 2006 году, его рейтинг в ноябре вырос до 79 %, а его рейтинг непопулярности упал до 17 %. Это сделало Линча вторым по популярности губернатором в стране после Джона Хувена.
В апреле 2006 года Американский Красный Крест наградил Линча наградой National Chairman of Volunteers за руководство во время наводнения в октябре 2005 года.
3 июня 2009 года Линч подписал закон о легализации однополых браков, хотя сам является их противником, что сделало Нью-Гэмпшир пятым штатом в США, где разрешены такие браки.
На президентских выборах 2008 года Линч был одним из суперделегатов из Нью-Гэмпшира. 27 июня 2008 года на мероприятии в городе Юнити, Нью-Гэмпшир, Линч официально одобрил кандидатуру Барака Обамы на пост президента. Его жена, Сьюзан, поддержала Хиллари Клинтон на первичных выборах в Нью-Гэмпшире и была сопредседателем кампании «Хиллари в президенты», а на президентских выборах 2004 года она поддерживала кандидатуру бывшего губернатора штата Вермонт Говарда Дина на пост президента и была членом кампании «Врачи за Дина».
Как губернатор, Линч является членом и Национальной ассоциации губернаторов, и Ассоциации губернаторов-демократов.

### Личная жизнь
Джон Линч живёт в Хопкинтоне, Нью-Гэмпшир, с женой Сьюзан, педиатром больницы Конкорд и борцом с детским ожирением. У них трое детей: Жаклин, Джулия и Хайден.